# Carl Meurling (ingenjör)
Carl Henrik Fredrik Meurling (uttalas mörling), född 29 maj 1876 i Linköping, död 21 september 1963 i Engelbrekts församling i Stockholm, var en svensk ingenjör, ämbetsman och politiker. Han var kommunikationsminister 1926–1928 och fastighetsborgarråd i Stockholms stad 1920–1924. Han var son till överste Carl Meurling.

## Biografi

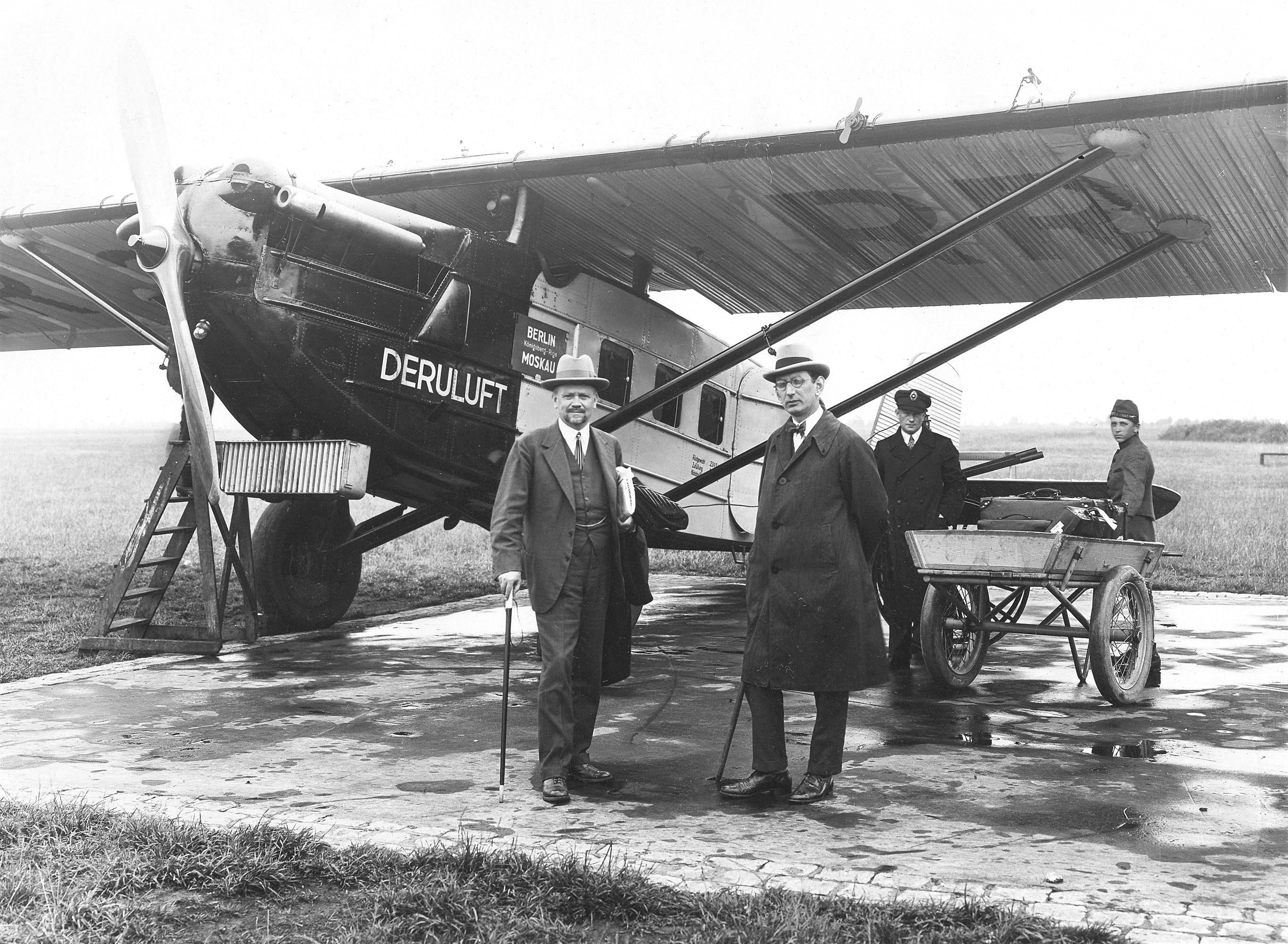
Kommunikationsminister Meurling jämte borgarrådet Yngve Larsson vid invigningen av flygplatsen i Stettin 1927.

Meurling avlade mogenhetsexamen i Linköping 1894 och utexaminerades från Kungliga Tekniska högskolans avdelning för väg- och vattenbyggnad 1898, tjänstgjorde 1903–1907 hos Malmö stads drätselkammare, därvid 1904–1907 även som arbetschef för stadens nya kloakverksanläggningar samt under 1908 lärare vid Tekniska högskolan och avdelningschef i AB Vattenbyggnadsbyrån i Stockholm, var 1908–1919 direktör i Stockholms stads lantegendomsnämnd, 1919–1924 fastighetsdirektör vid Stockholms stads fastighetskontor, 1920–1924 ett av Stockholms stads första borgarråd och chef för fastighetsroteln. Han var 1924–1926 (formellt till 1928) överdirektör och chef för Väg- och vattenbyggnadsstyrelsen och samtidigt till överste och chef för Väg- och vattenbyggnadskåren (där han 1904 blivit löjtnant och 1920 major), kommunikationsminister i Carl Gustaf Ekmans första ministär 1926–1928 samt regeringsråd 1929–1944.
Meurling vann mycket erkännande för den initiativrika och kraftiga ledning han under en period av stark utveckling utövat inom huvudstadens fastighetsväsen, särskilt för sina förtjänster om stadens egnahemsområdens tillkomst och för åtgärder till bostadsbristens bekämpande. Han var verkställande direktör i Stockholms tomträttskassa (1909–1924), sakkunnig i Civildepartementet för bostadsfrågan (1912–1918), ledamot i Stockholms stadsplanekommission (samma år), sakkunnig i Civildepartementet i byggnadsmaterialfrågor (1916), ledamot av flottstationskommittén (1917), i Statens byggnadsbyrå (1918), ordförande i Folkhushållningskommissionens kolavdelning (1918) samt var från 1924 ordförande i kommittéerna för Väg- och vattenbyggnadsstyrelsens och Väg- och vattenbyggnadskårens omorganisation. Han var vidare ordförande i styrelsen för Svenska väginstitutet 1924–1934, för järnvägsfusionssakkunniga 1928–1931 samt i vägdistriktens granskningsnämnd 1944.
Meurling deltog i stiftandet av Stockholms kooperativa bostadsförening och var 1918–1924 ledamot av dess förtroenderåd. Han var 1912 vice ordförande i Svenska Teknologföreningens avdelning för väg- och vattenbyggnad och ordförande där 1925. Han blev ledamot av Ingenjörsvetenskapsakademien 1925.
Carl Meurling är gravsatt i Gustav Vasa kyrkas kolumbarium vid Odenplan i Stockholm.